# Adam Butcher
Adam Butcher (* 20. Oktober 1988 in Cambridge, Ontario, Kanada) ist ein kanadischer Filmschauspieler.

## Kurzbiografie
Adam Butcher steht seit seinem neunten Lebensjahr vor der Kamera. Den Start seiner Karriere verdankte er vor allem seiner Tante, einer Agentin, und seinem Onkel Randy Butcher, einem Stuntman.
Bekannt wurde Adam Butcher vor allem durch seine Rolle in der Tragikomödie Saint Ralph, die er im Jahr 2004 übernahm. Auch stand er bislang in Fernsehserien wie Angela Henson – Das Auge des FBI oder ReGenesis als Gastdarsteller vor der Kamera.
Butcher besuchte die Galt Collegiate Institute High School in Cambridge.
Seine ältere Schwester, Mandy Butcher, ist ebenfalls Schauspielerin.

## Filmografie (Auswahl)
- 2004: Saint Ralph
- 2009: Der Wächter des Hades (Hellhounds)
- 2009: Flashpoint – Das Spezialkommando (Flashpoint, Fernsehserie, 1 Folge)
- 2010: Dog Pound
- 2010: The Bridge (Fernsehserie, 1 Folge)
- 2011: Republic of Doyle – Einsatz für zwei (Republic of Doyle, Fernsehserie, 4 Folgen)
- 2012: The Lesser Blessed
- 2013: Played (Fernsehserie, 13 Folgen)
- 2013: Murdoch Mysteries (Fernsehserie, 1 Folge)
- 2014: Debug – Feindliches System (Debug)
- 2014: Rookie Blue (Fernsehserie, 1 Folge)
- 2014: Wolves
- 2016: ARQ
- 2017: The Strain (Fernsehserie, 1 Folge)
- 2017: Reign (Fernsehserie, 1 Folge)
- 2019: Coroner – Fachgebiet Mord (Coroner, Fernsehserie, 1 Folge)

## Auszeichnungen
- 2006: Genie-Award-Nominierung, Bester jugendlicher Hauptdarsteller, für: Saint Ralph
- 2006: Young-Artist-Award-Nominierung, Bester jugendlicher Hauptdarsteller in einem Spielfilm (Komödie/Drama), für: Saint Ralph